# Bordesholm
Bordesholm is een gemeente in de Duitse deelstaat Sleeswijk-Holstein. De gemeente is het bestuurscentrum van het gelijknamige Amt. Dit Amt Bordesholm wordt vanuit hetzelfde gebouw bestuurd, waarin het gemeentebestuur van Bordesholm zelf ook is gevestigd.
Bordesholm maakt deel uit van de Kreis Rendsburg-Eckernförde.
Bordesholm telde op de peildatum van de meest recente statistiek 7.766 inwoners.

## Geografie, infrastructuur

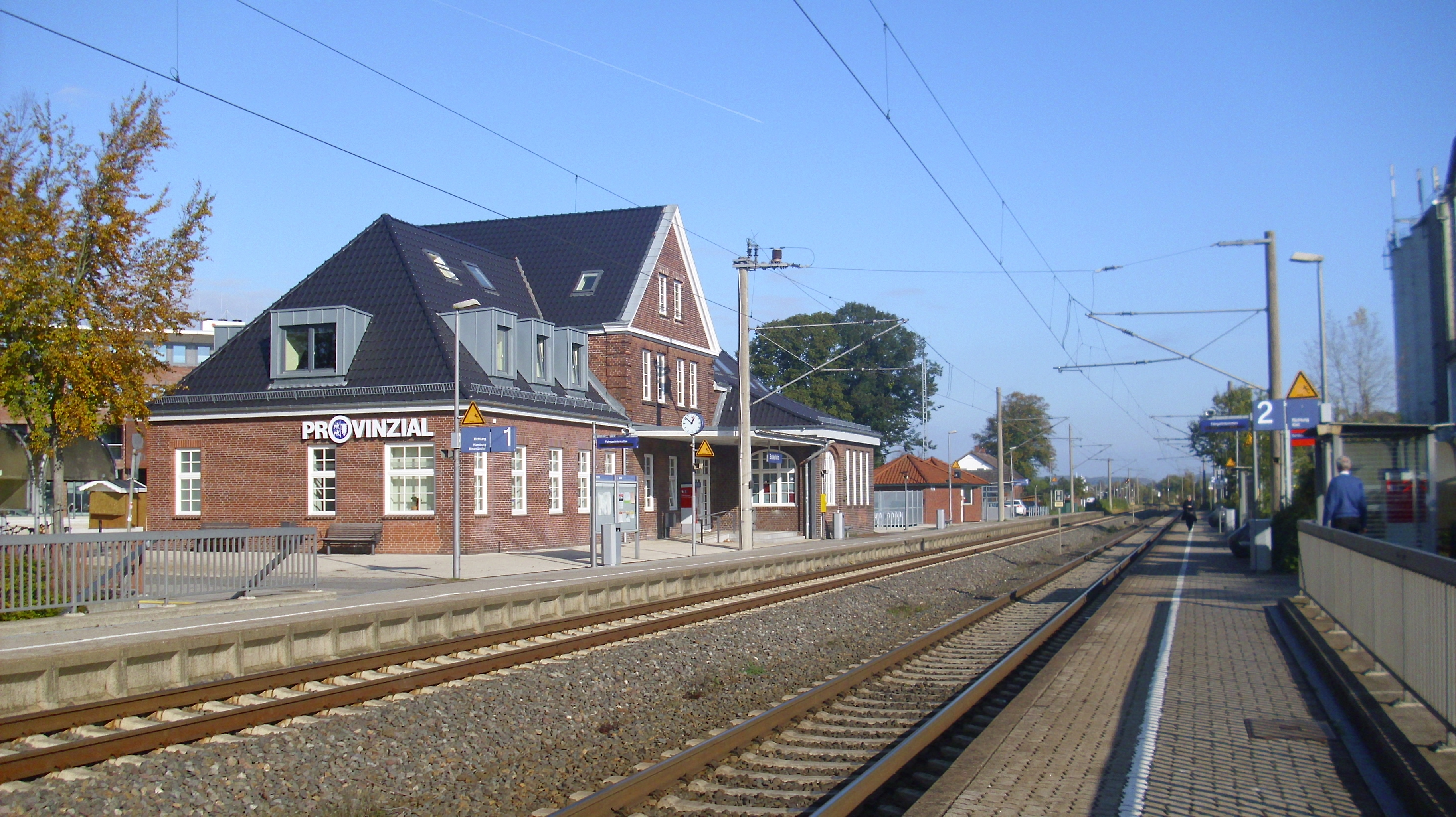
Station
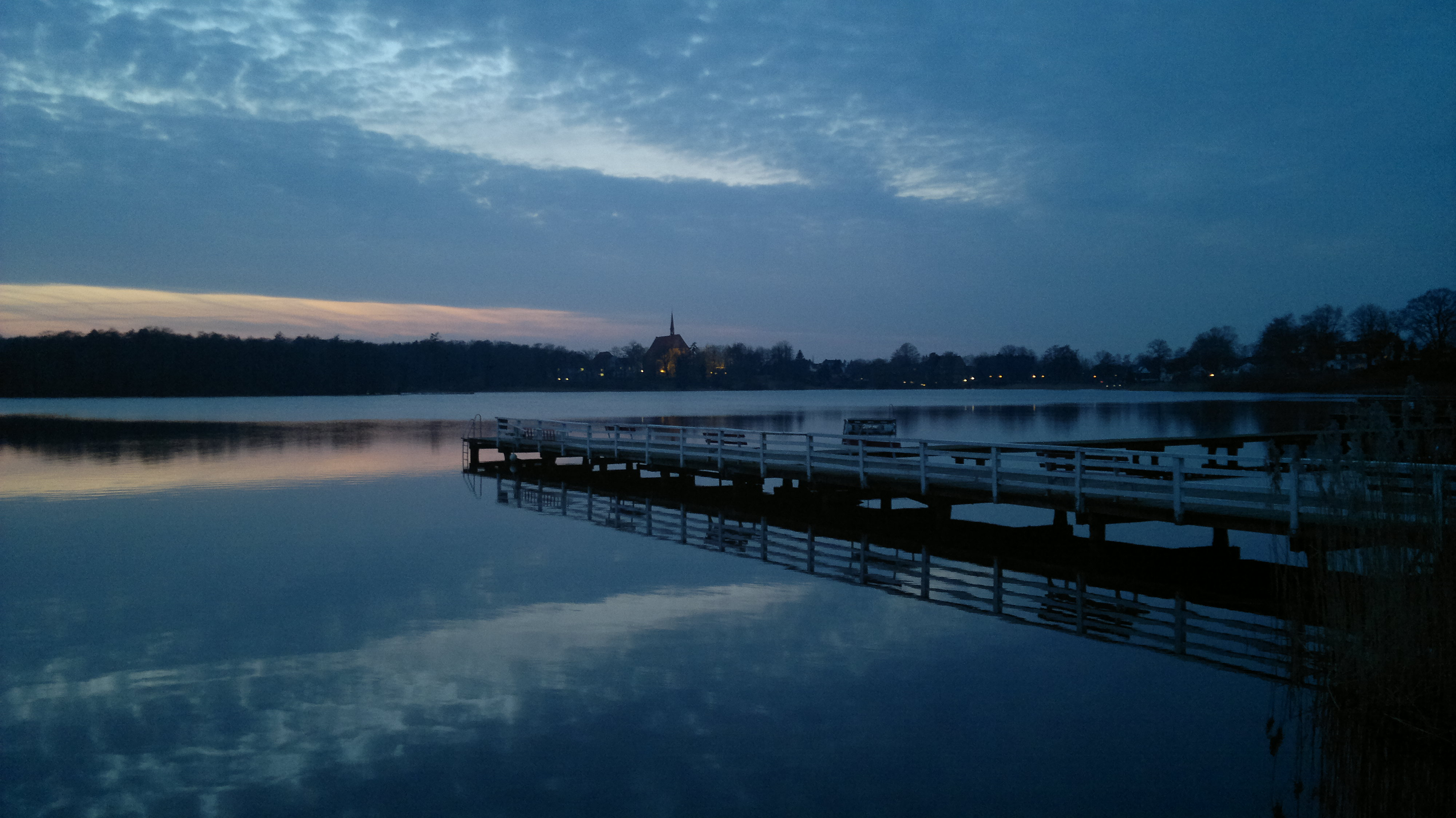
De Bordesholmer See bij avond

Bordesholm ligt 12 km ten noorden van de stad Neumünster en 20 à 25 km ten zuidwesten van de stad Kiel. De plaats ligt in een tamelijk vlak landschap met enige veengebieden en meren. De beroemde kloosterkerk staat ten westen van de plaats Bordesholm aan de oever van het 71 hectare grote meer Bordesholmer See.
Enige kilometers ten westen langs Bordesholm loopt de Autobahn A 7. Afrit nummer 11 van deze Autobahn (bij de McDonalds-vestiging te Dätgen) bevindt zich ongeveer 7 kilometer ten westen van Bordesholm. In deze omgeving splitst de A 215, richting Kiel, zich van de A 7 af, die noordwestwaarts naar de stad Sleeswijk en naar Flensburg loopt. Zie ook: Dreieck Bordesholm.
Bordesholm heeft sedert 1844 een station aan de spoorlijn Hamburg-Altona - Kiel, 12 km ten noorden van station Neumünster en 19 km ten zuidwesten van Kiel Hauptbahnhof.

### Naburige gemeenten
- In het noorden: Schmalstede en Reesdorf
- In het oosten: Wattenbek, waarvan de bebouwing naadloos in die van Bordesholm overgaat
- In het zuiden: stadsdeel Einfeld van Neumünster, halverwege Bordesholm en de stad Neumünster
- In het zuidwesten: Mühbrook
- In het westen: Hoffeld.

## Economie, hoger onderwijs

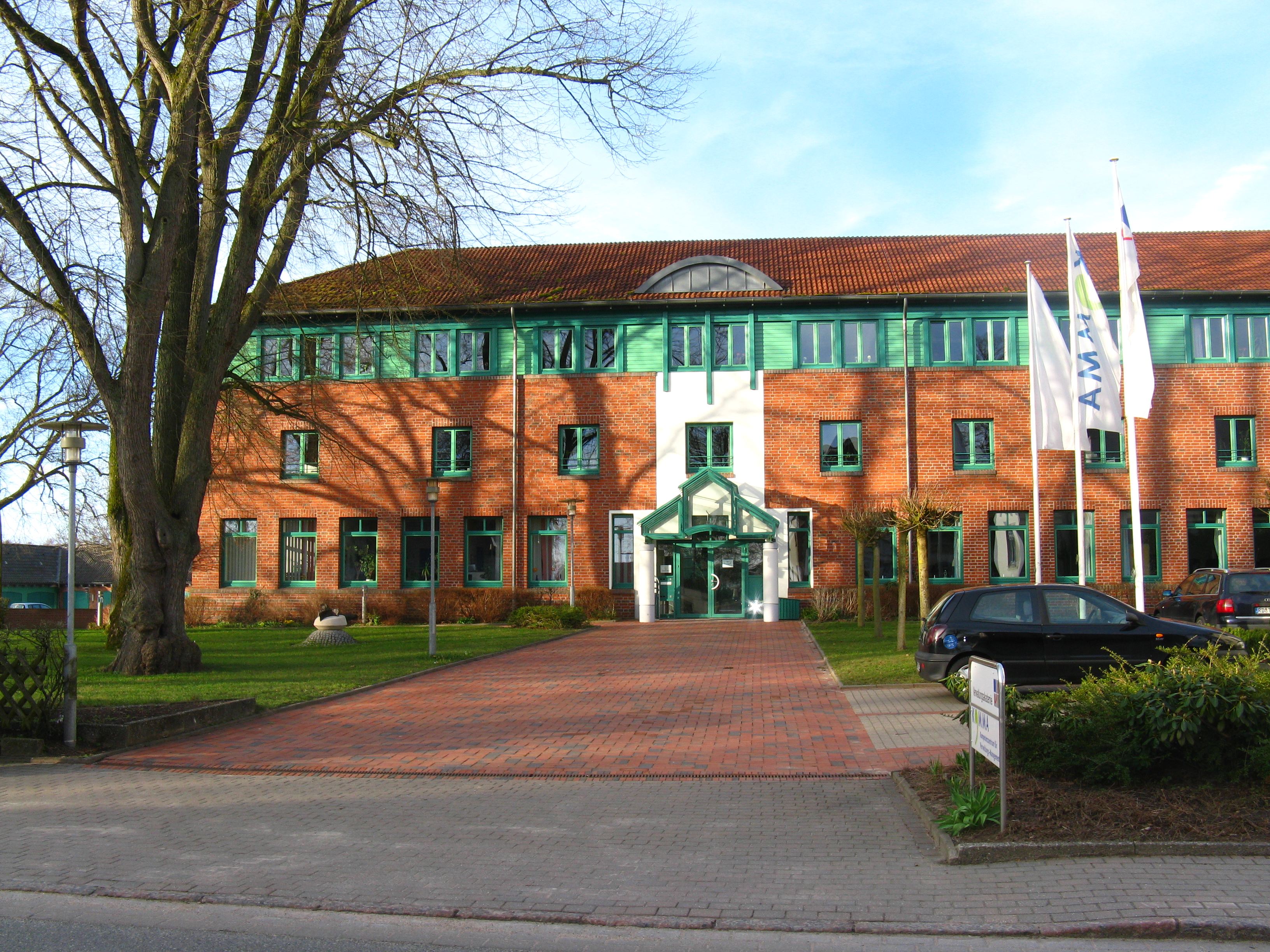
Bestuursacademie

Bordesholm is grotendeels een forensengemeente, waarvan veel inwoners in omliggende steden werken. De nijverheid, die aan de noordkant van Bordesholm over een uitgestrekt bedrijventerrein beschikt, is beperkt tot lokaal en regionaal midden- en kleinbedrijf, waaronder enkele (groot-)handelsbedrijven ten behoeve van de agrarische sector.
In Bordesholm is een Verwaltungsakademie (bestuursacademie) van de deelstaat Sleeswijk-Holstein gevestigd. Overheidsdienaren, variërend van bestuursambtenaren met kantoorbanen tot directeuren van gemeentewerken en chefs van badmeesters, plantsoenarbeiders, of reinigingsdiensten kunnen hier uiteenlopende (meestal ook verplichte) vakcursussen volgen. Gedurende de cursussen kunnen de deelnemers in een aan het instituut verbonden internaat logeren. Ook medewerkers van de Sleeswijk-Holsteinse tegenhanger van de Nederlandse Rijkswaterstaat worden hier opgeleid.

## Geschiedenis
Bordesholm is ontstaan uit een gehucht Eiderstede nadat in 1330 op een eiland in het Eidersteder- of later Bordesholmer Meer een klooster, zie hierna, werd gebouwd. Oorspronkelijk lag het klooster op een eiland (holm), dichtbij de oever (borde) van dit meer. Na de aansluiting op het spoorwegnet in 1844 ontstond ten oosten van het oude klooster een groot dorp met enige industrie en, na de Tweede Wereldoorlog, een woonfunctie voor van elders verdreven Duitse vluchtelingen en na 1970 voor woonforensen, mensen met een baan in een stad in de omgeving van Bordesholm.

## Klooster Bordesholm

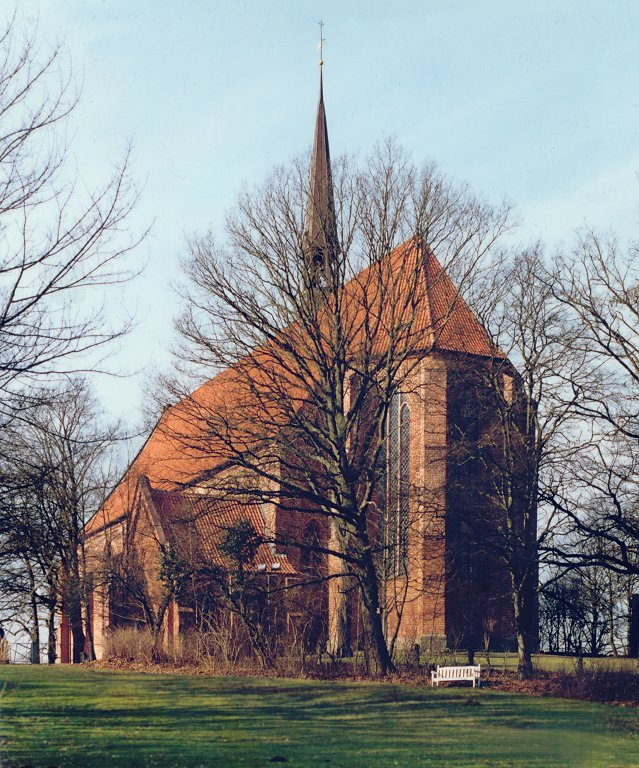
De Kloosterkerk te Bordesholm
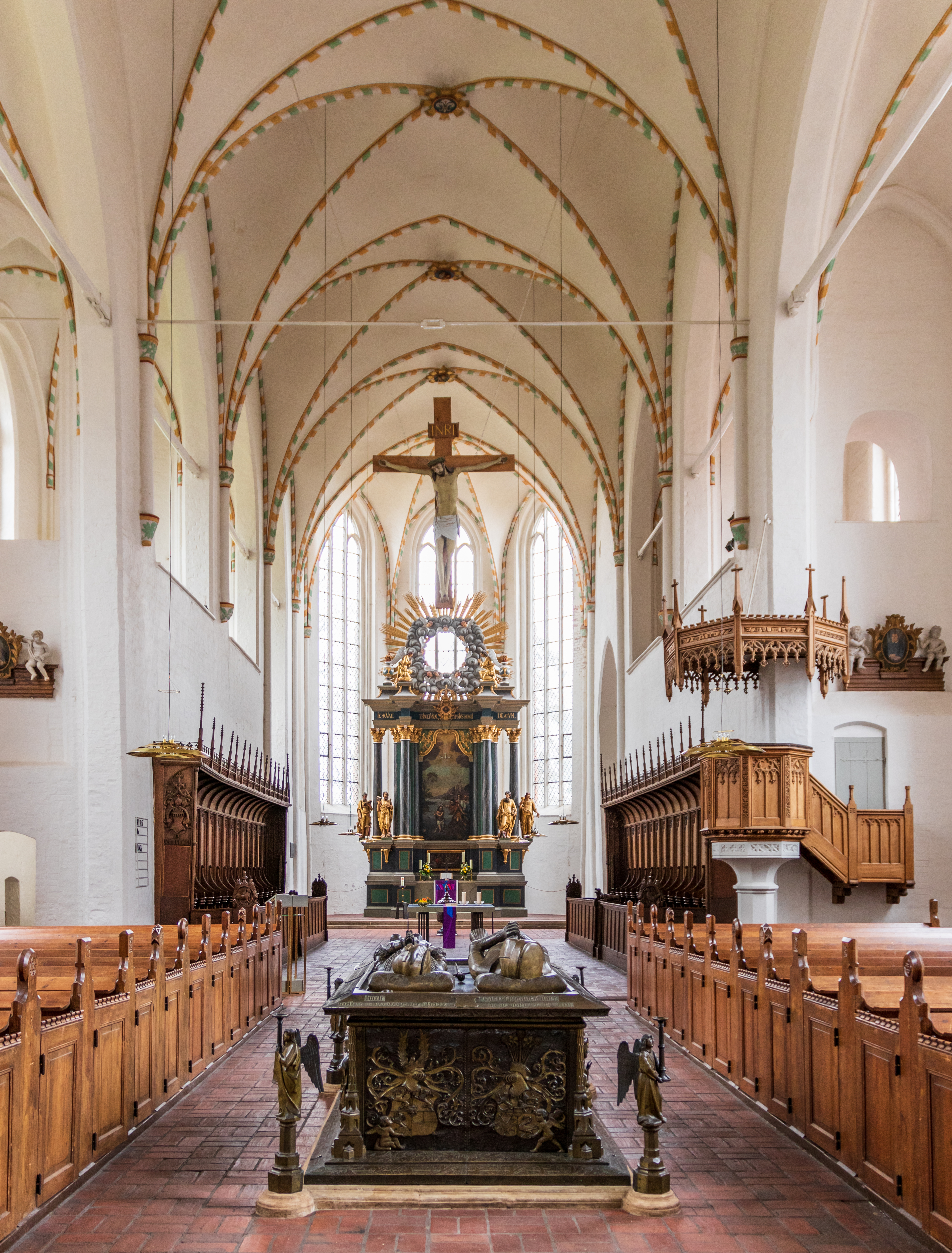
Het interieur van deze kerk, vooraan het grafmonument van hertogin Anna

Het klooster, gesticht door Augustijner koorheren was oorspronkelijk gevestigd in Neumünster. In 1490 sloot het zich aan bij Windesheim. Van het klooster resteert de kloosterkerk. De kerk is met name van belang vanwege het graf van Anna van Brandenburg. Anna was gehuwd met hertog Frederik van Sleeswijk. Zij lieten een praalgraf bouwen in de kerk, waarbij het de bedoeling was dat ook Frederik in de kerk begraven zou worden. Frederik werd 9 jaar na de dood van Anna echter koning van Denemarken, hij en Anna zijn de stamouders van het huidige Deense koningshuis. Frederik I is uiteindelijk overleden in de stad Sleeswijk en in de Dom van Sleeswijk begraven.
Tussen 1514 en 1521 maakte de houtsnijder Hans Brüggemann voor de kloosterkerk van Bordesholm een fraai altaarstuk, dat na de Reformatie uit deze kerk werd verwijderd, en dat zich sinds 1666 bevindt in de Dom van Sleeswijk. Dit Bordesholmer Altaar geldt als een groot meesterwerk in zijn soort.
De kloosterkerk werd, als gevolg van de Reformatie, in 1566 protestants, en is tegenwoordig de evangelisch-lutherse dorpskerk van Bordesholm.

### Bordesholmer Marienklage
Door de toenmalige proost van het Klooster Bordesholm werd in 1475 een passiespel, maar volgens sommigen: een mysteriespel, opgetekend, dat de literatuurgeschiedenis is ingegaan als de Bordesholmer Marienklage . Het is een zang- en toneelstuk over onder andere de kruisiging van Jezus Christus, bedoeld om in of vóór de kerk te worden opgevoerd op de ochtend van Goede Vrijdag. In het stuk geven de drie Maria's, dat zijn Maria (moeder van Jezus), Maria Magdalena en Maria van Klopas, in o.a. klaagliederen uiting aan hun smart over Jezus' lijden en sterven.
De volledige tekst, met de muzieknotatie, en met talrijke regie-aanwijzingen, is in één handschrift volledig bewaard gebleven. De tekst is, op een toelichtende inleiding na, niet in het Latijn, maar in het Nederduits geschreven. Dit handschrift behoort tot de collectie van de bibliotheek der Christian Albrechts-Universiteit te Kiel.
Toen het Klooster Bordesholm toetrad tot de Congregatie van Windesheim, in 1490, werd het spel niet meer opgevoerd.
In de tweede helft van de 20e eeuw herleefde de belangstelling voor dit soort cultuuruitingen. Verschillende, ook niet-Duitse, zang- en muziekensembles, hebben deze Marienklage op plaat gezet, soms met gemoderniseerde tekst. Ook bestaan er beeld- en geluidsregistraties van opvoeringen van het stuk, o.a. uit het jaar 2008.
Een bekende registratie, op twee cd's, is die uit 1992 door het in 1977 opgerichte internationale ensemble voor Oude Muziek Sequentia, vanuit de Dom van Xanten.

## Varia
Nabij Bordesholm liggen twee meren: aan de noordkant de Schmalsteder Mühlenteich en aan de westkant de Bordesholmer See. Dit laatste meer biedt mogelijkheden voor strandvermaak en watersportrecreatie. Af en toe vinden op het meer zeilregatta's en over de 6 km lange wandelweg rondom het meer hardloopevenementen plaats.
De gemeente onderhoudt één jumelage, en wel met het stadje Ķekava, in de gemeente Ķekavas novads, in Letland.
Achterwehr · Ahlefeld-Bistensee · Alt Duvenstedt · Altenhof · Altenholz · Arpsdorf · Ascheffel · Aukrug · Bargstall · Bargstedt · Barkelsby · Beldorf · Bendorf · Beringstedt · Bissee · Blumenthal · Böhnhusen · Bokel · Bordesholm · Borgdorf-Seedorf · Borgstedt · Bornholt · Bovenau · Brammer · Bredenbek · Breiholz · Brekendorf · Brinjahe · Brodersby · Brügge · Büdelsdorf · Bünsdorf · Christiansholm · Damendorf · Damp · Dänischenhagen · Dätgen · Dörphof · Eckernförde · Ehndorf · Eisendorf · Ellerdorf · Elsdorf-Westermühlen · Embühren · Emkendorf · Felde · Felm · Fleckeby · Flintbek · Fockbek · Friedrichsgraben · Friedrichsholm · Gammelby · Gettorf · Gnutz · Gokels · Goosefeld · Grauel · Grevenkrug · Groß Buchwald · Groß Vollstedt · Groß Wittensee · Güby · Haale · Haby · Hamdorf · Hamweddel · Hanerau-Hademarschen · Haßmoor · Heinkenborstel · Hoffeld · Hohenwestedt · Hohn · Holtsee · Holzbunge · Holzdorf · Hörsten · Hummelfeld · Hütten · Jahrsdorf · Jevenstedt · Karby · Klein Wittensee · Königshügel · Kosel · Krogaspe · Kronshagen · Krummwisch · Langwedel · Lindau · Lohe-Föhrden · Loop · Loose · Luhnstedt · Lütjenwestedt · Meezen · Melsdorf · Mielkendorf · Molfsee · Mörel · Mühbrook · Negenharrie · Neudorf-Bornstein · Neu Duvenstedt · Neuwittenbek · Nienborstel · Nindorf · Noer · Nortorf · Nübbel · Oldenbüttel · Oldenhütten · Osdorf · Ostenfeld (Rendsburg) · Osterby · Osterrönfeld · Osterstedt · Ottendorf · Owschlag · Padenstedt · Prinzenmoor · Quarnbek · Rade b. Hohenwestedt · Rade b. Rendsburg · Reesdorf · Remmels · Rendsburg · Rickert · Rieseby · Rodenbek · Rumohr · Schacht-Audorf · Schierensee · Schinkel · Schmalstede · Schönbek · Schönhorst · Schülldorf · Schülp b. Nortorf · Schülp b. Rendsburg · Schwedeneck · Seefeld · Sehestedt · Sophienhamm · Sören · Stafstedt · Steenfeld · Strande · Tackesdorf · Tappendorf · Techelsdorf · Thaden · Thumby · Timmaspe · Todenbüttel · Tüttendorf · Waabs · Wapelfeld · Warder · Wasbek · Wattenbek · Westensee · Westerrönfeld · Windeby · Winnemark
- Bibliothèque nationale de France: cb12099096b (data)
- Gemeinsame Normdatei: 4007721-4
- Library of Congress Control Number: n82211246
- MusicBrainz: c5a431b7-b312-4d5c-8dd8-21fdd7c959fa
- Nationale Bibliotheek van Tsjechië: ge1062681
- Nationale Bibliotheek van Israël: 987007555130705171
- Virtual International Authority File: 133721465
- WorldCat: E39PBJtRHCXw3Yd3yX33kmpHG3